# Abbazia dei Santi Vito e Salvo
L'abbazia dei Santi Vito e Salvo, costruita nel 1255 a San Salvo in provincia di Chieti, è stata una delle cinque abbazie cistercensi in Abruzzo, insieme all'abbazia di Santa Maria di Casanova, l'abbazia di Santa Maria Arabona, il Monastero di Santo Spirito d'Ocre e l'abbazia di Santa Maria della Vittoria.
L'abbazia corrisponde all'attuale parrocchia di San Giuseppe di San Salvo; la chiesa principale fu modificata gradualmente nel XVII secolo, fino alla trasformazione totale dell'esterno del 1965. Rimangono tracce nella cripta.

## Storia

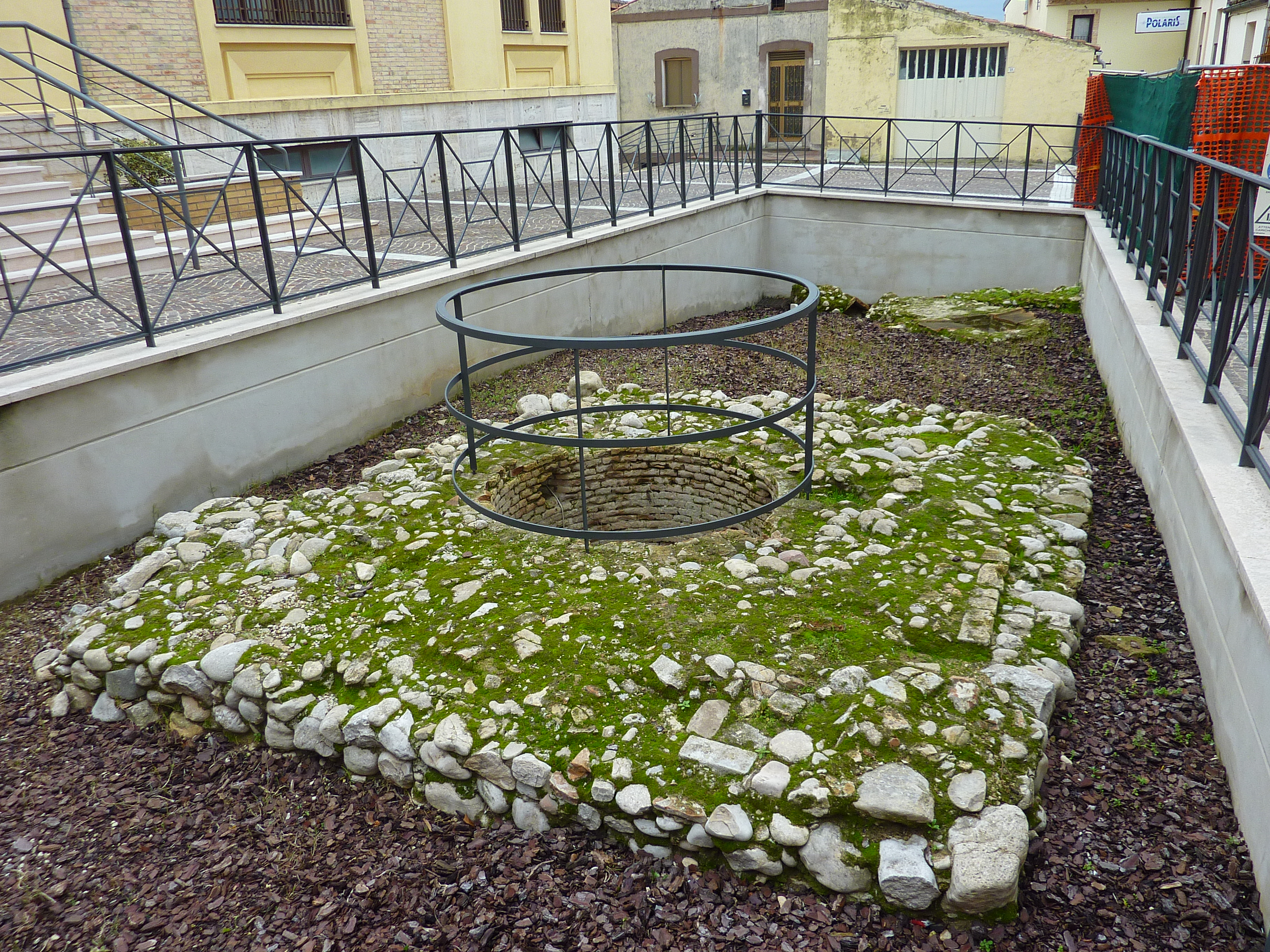
Isola archeologica in piazza San Vitale

La storia dell'abbazia è piuttosto complessa e coinvolge più edifici religiosi costruiti nell'area, sia sul terrazzo fluviale sul quale si trova l'attuale città di San Salvo, sia a valle nella piana dove scorre il fiume Trigno.
Il primo edificio è il monastero benedettino cassinese di San Vito del Trigno, costruito tra il IX e X secolo sulle rovine della scomparsa città romana di San Salvo, in contrada San Vito, tra Fosso della Selva e Vallone Buonanotte, dunque un edificio distante dall'attuale chiesa di San Giuseppe.
Questa chiesa fu eretta nel XII secolo, usata come cappella cappella benedettina, poi dai Cistercensi come grancia del monastero di Santa Maria di Casanova in diocesi di Penne, nota nelle pergamene inizialmente come "Santa Maria ad Monasterium". Poi i monaci concentrarono l'attività presso la chiesa, fortificandosi con un perimetro murario quadrangolare, per questo il centro antico è detto "Quadrilatero". Poi la chiesa cistercense divenne l'unica abbazia dell'area, intitolata ai Santi Vito e Salvo, di proprietà dei Cistercensi, dato che il vecchio monastero benedettino era troppo esposto ai pericoli di attacchi dal mare, e alle paludi dell'area.
La chiesa di san Giuseppe, ricavata dall'abbazia cistercense, presenta ancora sulla sua parete laterale due monofore che si possono far risalire a questa costruzione gotica da parte dei Cistercensi, malgrado dei restauro all'esterno del 1965 in chiave pseudo romanica, abbiano rovinato il contesto della torre campanaria, completamente demolita, che rappresentava la chiave dal punto di vista architettonico, per riconoscere la vetustà del tempio, prima dei restauro tardo barocchi e neoclassici.
Lo storico Anton Ludovico Antinori, però, propone una data precisa per la fondazione dell'Abbazia, legandola alla figura del suo primo Abate così come risulta dalle fonti storiche da lui stesso lette e consultate nel XVIII secolo: nel 1090, dunque alla fine dell'XI secolo, sarebbe stato primo Abate del Monastero dei SS. Vito e Salvio sul Trigno il fiorentino Bernardo di Brunone degli Uberti, Monaco di Vallombrosa e poi Santo.
Tra il 1221 ed il 1222 chiedono di entrare nell'ordine cistercense i frati dell'abazia di San Vito de Monte Scarafano (San Vito di Monte Scarafano), presso Forca di Penne (Capestrano). Nel 1255 il monastero viene accolto come filiazione dell'Abbazia di Santa Maria della Ferraria di Vairano Patenora, con il nome di San Vito de Piscaria (San Vito del Pescara). A causa dell'eccessiva vicinanza all'abbazia di Santa Maria di Casanova, nel 1270 il monastero di San Vito del Pescara viene trasferito nella piana al di sotto della città di San Salvo, con il nome di San Vito de Trineo (San Vito del Trigno).
Nel 1300 l'abbazia di San Vito del Trigno abbandona la zona acquitrinosa inizialmente occupata dai Benedettini per spostarsi su quella del precedente monastero di San Salvo, dando vita all'abbazia "dei Santi Vito e Salvo de Trineo". L'abbazia dei Santi Vito e Salvo rimase attiva fino a circa il 1453, quando venne abbandonata dai monaci a seguito di un attacco subito da parte dei Turchi, ma soprattutto a causa della decadenza dell'ordine cistercense, non ebbe più abati propri, ma fu affidata in commenda a vari vescovi e abati di altre diocesi, fino al XVIII secolo. L'area venne successivamente occupata, intorno al 1700, dagli edifici civili dell'attuale Quadrilatero, la cui testimonianza fortificata, sino al 1965 prima della demolizione, era la Porta della Terra.

### Origini dell'abbazia benedettina di San Vito
Otto "chartulae" datate 1019-1065 che si trovavano presso il Duomo di San Leucio in Atessa, sono studiate dal prof. Carlo Tedeschi, e a Parigi nella Bibliothèque Nationale. I documenti riguardano le abbazie abruzzesi oggi scomparse di San Martino presso Paglieta, Santi Nazario e Celso ad Archiano (Archi), Santo Stefano in Lucana (Tornareccio), San Clemente da Lastiniano (Pianella), San Vito de Furca Pennensis (Ofena) e San Salvo del Trigno.
Importante è quest'abbazia, poiché gli altri monasteri dipendevano da essa già nel XIII, dopo essere appartenuti all'abbazia di Farfa. La pergamena che cita San Salvo è del 1031, collocata a Parigi, è un atto notarile di Mainardo a Bisaccia, attraverso cui Lupo e Roffo, figli di Transarico, offrono alla chiesa di San Salvo 12 moggi per salvare i loro genitori, nel terreno di San Marino nell'agro di Bisaccia, comune di Montenero di Bisaccia. Nel documento questa chiesa è inoltre citata come al confine con Sant'Angelo in Salavento. Questa era un monastero più antico, sorto sopra una villa romana nell'area di San Rocco, sempre nel comune di San Salvo, e faceva parte dei possedimenti di Farfa, poi nel 994 passò all'abbazia di San Vincenzo al Volturno, quando venne donata dal conte Trasmondo II di Chieti, che vi aggiunse il feudo di Rosiliano, attuale località Piane Sant'Angelo.
Il monastero di Salavento fu riconfermato a San Vincenzo nel 1023, quando il conte Pandolfo di Chieti aggregò 550 moggi, e poi nel 1059.
Casale Salavento: del monastero oggi restano ruderi di fortificazioni, una struttura detta volgarmente "Lu Castellano", presso località Piano de Marco, sopra il vallone Buonanotte. Nel XIV secolo ci fu una carestia, il feudo si desertificò, sicché il possesso passò alla contea di Monteodorisio, nel 1417 venne comprato da Vasto.
Si pensa che le origini del monastero di San Salvo del Trigno risalgano al IX secolo, ma le fonti più antiche attestano gli anni 1204-1208, ma è citata anche in documenti nel 1095 e nel 1173, quando gli vennero donati dei terreni dal conte Roberto I di Loritello. Nel 2016 sono stati condotti degli scavi presso la cripta della chiesa di San Giuseppe in piazza San Vitale, che in passato era detta "Santa Maria in Monasterium"; si pensava infatti che i perimetri della chiesa benedettina del X-XIII secolo e di quella cistercense del XIV-XV secolo, e della nuova parrocchia sansalvese del 1860 coincidessero, ma con la scoperta nella cripta di alzati orientali della chiesa benedettina, si è scoperto che questa era 1 m più corta, nonché più stretta di quella cistercense.

### Il monastero cistercense di San Salvo e San Vito del Trigno
Il "Monasterium Sancti Salvi" nel 1204 vide cambiare la sua storia, quando l'abate Dionisio lo riformò, incamerandolo nei beni della fiorente abbazia di Santa Maria di Casanova in Villa Celiera (PE), la prima grande abbazia abruzzese dei Cistercensi, nella diocesi di Penne. L'acquisizione della grancia di San Salvo del Trigno nel 1210, e anche di parte del Castello Manno (località Bufalara) permise ai cistercensi di assicurarsi il governo di buona parte della piana del Trigno, e di stabilire anche rapporti con l'abbazia di Santa Maria delle Isole Tremiti.
Nel 1255-56 per volere di papa Alessandro IV fu aperto un piccolo ospizio a Castello Manno, che presto diventerà nel 1269 l'abbazia di San Vito del Trigno, nella contrada che conserva ancora il nome, a 1 km dal fiume Trigno. Questa nuova abbazia fu posta sotto la dipendenza della Santa Sede in Vaticano, ed insignita della giurisdizione di "nullius diocesis". L'abbazia doveva ricalcare lo stesso impianto della tipica chiesa cistercense, la chiesa situata a nord, a copertura dei venti, e il chiostro e il monastero a sud. L'abbazia presto fu investita di vari feudi nel basso Trigno, e nella Capitanata, e governò le rendite degli storici monasteri benedettini dipendenti da San Salvo: San Vito a Forca di Penne, Carapelle Calvisio, Santa Maria di Catignano (PE), Loreto Aprutino, la chiesa dei Santi Vito e Giorgio alla Pescara, San Martino in Valle (Fara San Martino), Santo Stefano in Lucana, San Martino di Paglieta, San Giovanni d'Archi.

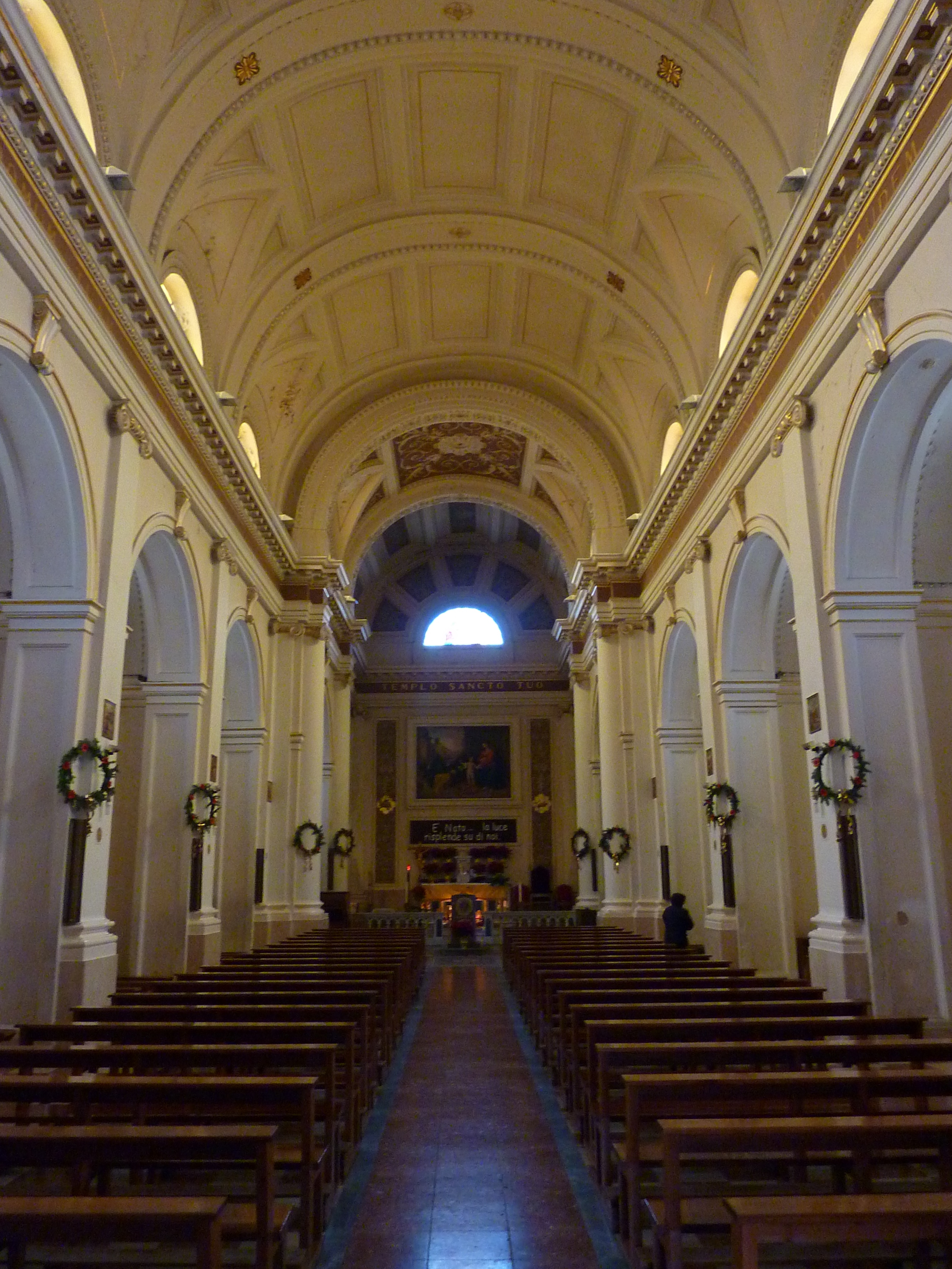
Interno neoclassico della chiesa di San Giuseppe

Mettendo in pratica oltretutto gli innovativi metodi di coltivazione, i cistercensi sicuramente bonificarono anche le paludi che si trovavano presso il Trigno, molte rendite si hanno tra il 1270 e il 1350.
L'abbazia di San Salvo, rientrata nei possedimenti cistercensi di San Vito, presto iniziò a decadere, venne ristrutturata la chiesa di Santa Maria in Monasterium, che venne riadattata allo stile cistercense, come era possibile ancora vedere in fotografie storiche, prima dei restauri del 1965 alla chiesa di San Giuseppe.
Dal 1350 in poi, iniziò la crisi per l'abbazia del Trigno, una crisi che investì anche la grande abbazia di Casanova. A causa di carestie, pestilenze, la perdita dei favori del vescovo e dello stesso sovrano di Napoli, l'abbazia perse monaci, possedimenti, fu gravata da tassazioni, sicché nel 1445 l'abbazia fu commenda, retta da Colantonio Valignani, vescovo di Chieti. Oltretutto l'abbazia di San Vito, esposta di più agli attacchi di pirati dal mare, aveva deciso di trasferire la sede a San Salvo, divenendo abati commendatari "dei Santi Vito e Salvo".
I commendatari dell'abbazia dopo il Valignano, furono Francesco Lucentini Piccolomini, arcidiacono dell'Aquila, Agostino Bennato vescovo di Cassia, Giovanni Piccolomini arcivescovo di Siena (1522), Francesco Bandini Piccolomini (1542-1579), Giovanni Oliva arcivescovo di Chieti, Mario Bardino (1594-1609), Scipione Borghese Caffarelli vescovo di Siena (1633), Fausto Polo cardinale (1649), ecc...ultimo commendatario fu Giovanni Costanzo Caracciolo di San Buono (CH), morto nel 1779. Al periodo di questi signori commendatari risultano i restauri barocchi dell'abbazia, come la commissione della tela del Riposo durante la fuga in Egitto (detto poi "quadro di San Giuseppe", che darà il nome alla parrocchia di San Salvo), della Pietà; poi l'urna delle reliquie di San Vitale arrivò nel 1745 da Roma.
L'abbazia continuò a mantenere un discreto prestigio economico, sino a quando i territori del Trigno non andarono in possesso ai Marchesi del Vasto, i d'Avalos, poi ai Conti di Bassano, che spolparono il monastero dei beni. Il marchese don Cesare Michelangelo d'Avalos rubò le terre dei Santi Vito e Salvo, donandole ai suoi parenti, usurpò il feudo di Bufalara, Sant'Angelo in Salavento e la Padula. È in quest'epoca che l'area del Quadrilatero, ossia dell'abbazia con le sue mura che la circondavano realizzando un quadrato perfetto, si trasforma in un Universitas, ossia una sorta di Municipio, e la chiesa viene dedicata a San Giuseppe.
In un documento del monsignor Giovanni Oliva del 10 maggio 1568 è possibile leggere come si presentasse all'ora l'abbazia, molto diversa dalla chiesa attuale. Il tabernacolo in legno era mal ridotto, tre ampolle con l'olio dei catecumeni, del crisma e degli infermi. Il fonte battesimale era privo di vasca, attorno alla chiesa vi erano vari sepolcri. Il palazzo dei monaci e la chiesa di Santa Maria, o San Salvo, vennero ristrutturati nel XVIII secolo, la parte superiore del campanile centrale venne rifatta in stile barocco, fu imbarocchito anche il portale centrale, demolendo quello vecchio gotico, di cui rimane un capitello a crochet nel Museo dell'Abbazia a San Salvo.
Il cardinale commendatario Pierluigi Carafa si interessò del restauro, per l'arrivo nel 1745 delle reliquie di San Vitale da Roma, nel 1751 il feudo dell'abbazia fu concesso ai Monaci Celestini affinché non fosse definitivamente perduto, dunque entrò nel possesso dell'abbazia di Santo Spirito al Morrone di Sulmona, incluse le grance benedettine storiche di Santo Stefano a Tornareccio, San Vito di Forca, San Vito di Castellammare Adriatico. Anche l'universitas di San Salvo volle avere i vari feudi, e si avviò un contenzioso che si concluse nel 1776, con la vittoria della municipalità, a patto che pagasse 850 scudi romani annui.

### Trasformazione nella chiesa parrocchiale di San Giuseppe
La chiesa è ancora ben descritta in una relazione di don Vincenzo Daniele nel 1803, ultimo vicario della "nullius diocesi" di San Vito e San Salvo, prima che questa venisse inglobata nell'Arcidiocesi di Chieti, di lì a poco per volere di Giuseppe Bonaparte

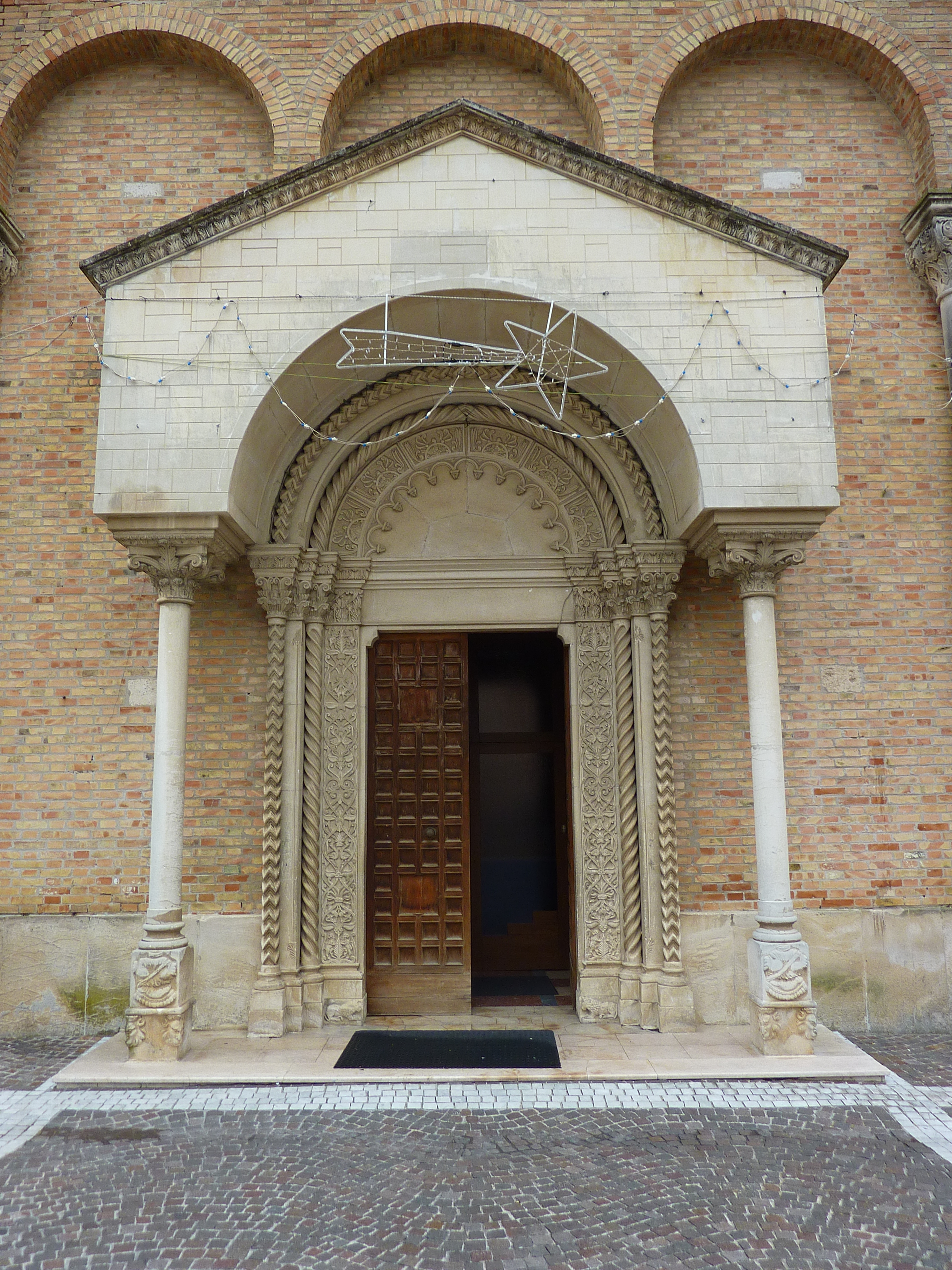
Attuale portale con protiro pseudo romanico della chiesa di San Giuseppe

La chiesa è descritta a due navate uguali, divise da pilastri, con il coro, la sagrestia, ha 8 altari: il maggiore in fondo alla prima navata, dedicato a San Giuseppe, l'altare della Pietà con la tela, nel muro laterale, l'altare di San Vitale con l'urna delle reliquie a croce, il sacro deposito del Martire, l'icona di San Vito e quella di San Salvo; altare della prima navata, detto di San Michele, nella seconda navata a capo v'è la tela della Madonna del Carmine, poi appresso l'altare della Beata Vergine del Rosario, l'altare di San Nicola da Tolentino, e l'altare finale di San Carlo Borromeo.
le due navate parallele, alla stessa maniera di altre chiese dei dintorni, come quella di Sant'Emidio di Agnone, quella di Santa Maria Maggiore a Lanciano, erano impostate alla maniera gotica per le arcate; nella ristrutturazione della metà del XIX secolo vennero riunite in una sola, quando al cimitero delle sepolture extraurbane, venne inaugurato solo nel 1840, prima i defunti venivano sepolti accanto all'abbazia e sotto al pavimento delle navate.
Accanto alla chiesa oltretutto si trovava il palazzo degli abati; al piano terra vi era la grande sala, nel seminterrato i fondaci del grano e una taverna, era collegato alla chiesa mediante la sagrestia, vi si conservava una parte del chiostro e una cisterna ricavata dall'impluvium di una domus romana. Nel 1860 il palazzo divenne la sede del nuovo municipio di San Salvo, poi fu demolito nel 1929 e sostituito dalla Scuola elementare, ora sede di altri uffici comunali.
All'epoca dell'unità d'Italia, la chiesa di San Giuseppe versava in degrado, sicché si decise un rifacimento dell'interno, impostandolo a unica navata, prediligendo lo stile neoclassico simile a quello di Santa Maria Maggiore e San Pietro a Vasto, eliminando dunque le arcate gotiche imbarocchite. L'ampliamento fu reso necessario anche dall'aumento della popolazione sansalvese, le mura del Quadrilatero vennero riadattate in abitazioni, e si costituì anche un secondo nucleo fuori Porta della Terra, oggi "sobborgo Garibaldi o San Nicola". I lavori nella chiesa furono voluti dall'arciprete don Camillo Del Papa, iniziati nel 1850., secondo un progetto dell'architetto Silvestro Benedetto di Vasto.
Le pareti furono abbellite dal maestro Michele Lattanzio, con lo sviluppo di ordini di finestre, il disegno neoclassico mantenne alcuni elementi gotici come i contrafforti, il disegno tagliato dell'abside; neoclassici sono invece i pilastri e le lesene terminanti con capitelli ionici nel cornicione aggettante, gli stucchi, i colori caldi, le vetrate bianche e gialle. Nel 1859 fu realizzato il quadro del Sacro Cuore di Gesù, opera di Franco De Benedictis di Guardiagrele, commissionato dal prete Beniamino Sangiovanni.
In fotografie storiche di San Salvo è possibile vedere come l'esterno della chiesa fosse ancora impostato alla maniera cistercense, soprattutto per quanto concerne la facciata su piazza San Vitale, semicoperta dalla casa di tal Tomassino Russo, che occupava la parte del portale. Demolita questa, la facciata era completamente occupata dal grande campanile tozzo a pianta quadrata, con il portale di ingresso ad arco a tutto sesto, rifatto in stile barocco, sovrastato da una finestrella gotica. La parete superiore del campanile era barocca, con le arcate per le campane, e una gabbia superiore in ferro battuto per le campane fisse delle ore. Ai lati, così come oggi, erano ben visibili i contrafforti. Si è pensato che la tecnica duecentesca di realizzazione del campanile facesse riferimento a uno stile conformatosi molto bene in Abruzzo, la torre centrale presso la facciata, così come negli esempi del duomo di Guardiagrele e nella chiesa di San Pietro a d Alba Fucens. Questa torre nella chiesa di San Giuseppe, tuttavia, era stata realizzata in maniera disadorna, perché non in posizione prettamente centrale, così come nell'esempio dell'abbazia di Santa Maria Arabona, infatti sorgeva accanto, presso la porzione sporgente della facciata, una finestra a ventaglio.
Nel 1961-65 fu demolita la casa della famiglia Russo che occupava parte di piazza San Vitale, anche il campanile fu buttato giù, l'impianto della chiesa fu prolungato di 9 metri, la nuova facciata con il campanile laterale fu progettata da Luigi Antonucci in uno stile pseudo romanico modenese. La nuova facciata si articola su tre ordini, con colonnine decorative e archi ciechi a schiera. Il portale con protiro con colonne poggianti su leoni stilofori, di chiara derivazione romanica, in sostituzione del preesistente. Il campanile a torre, pseudoromanico, ha degli orologi quadrati per lati, termina con bifore nella cella campanaria.
In occasione del terremoto del Molise del 2002 la chiesa subisce nuovi restauri, e viene istituito il Parco archeologico del Quadrilatero, con il Museo dell'Abbazia, per valorizzare la storia di San Salvo.

### I ruderi di San Vito del Trigno
Abbandonata già dal XV secolo, l'abbazia benedettina di San Salvo si conserva in pochi ruderi a circa 2 km da San Salvo, tra Fosso della Selva, il fiume, e Vallone Buonanotte, erano ben segnalati nella Corografia storica degli Abruzzi, voce "Basso Trigno" di Anton Ludovico Antinori. I ruderi si ridussero a poca cosa nel XIX secolo, demoliti anche dai contadini coloni che avevano preso il possesso delle terre del Trigno. Negli anni '20 erano visibili tratti di alzato della chiesa, negli anni '80 il territorio era stato bonificato, eccettuato il tratto della Masseria Di Iorio, ricostruita sull'antico monastero.
Basandosi dunque su testimonianze visive degli abitanti del posto, la critica ha analizzato i resti oggi rimasti. Su testimonianza di tale Gennarino Ciavatta, si è scoperto il sito esatto della chiesa, nel 1998 sono stati eseguiti lavori di sbancamento per arare il terreno, e sono venute alla luce tracce delle fondamenta, il sito fu vincolato dalla Soprintendenza per i Beni Archeologici d'Abruzzo. Tra il 2007 e il 2011 sono stati eseguiti scavi guidati dalla Prof.ssa M. Carla Somma dell'Università degli Studi "Gabriele d'Annunzio" di Chieti, sono state scoperte strutture fondanti del complesso, una fondazione in pietra di fiume larga 120 cm, lunga 31, le mura portanti della chiesa lato nord e sud.
Sul lato che confina col fosso della Selva sono state scoperte tombe terragne, probabilmente si trattava del cimitero abbaziale, sono state scoperte ceramiche in maiolica del XIII secolo, conservati nel Museo dell'Abbazia. La Masseria Di Iorio, realizzata con materiale di spoglio dell'abbazia, è ancora in degrado.

## Architettura dell'attuale San Giuseppe
Il centro sia della vecchia abbazia di San Salvo che dell'ultima abbazia dei Santi Vito e Salvo doveva essere un edificio collocato presso l'attuale chiesa di San Giuseppe che, sottoposta a numerosi rifacimenti nel corso dei secoli, ha perso ogni riferimento alle precedenti costruzioni a parte le due già citate monofore sulla parete laterale della chiesa.
L'edificio dell'attuale parrocchia infatti, era occupato nel XIII secolo dalla chiesa di Santa Maria ad Monasterium, ossia era una grancia del monastero benedettino di San Vito fuori il Quadrilatero. Successivamente con l'insediamento cistercense, divenne parte di una nuova abbazia, presso le mura del Quadrilatero. Alla fine dell'800 l'interno della chiesa, che aveva cambiato l'intitolazione a san Giuseppe, che era descritto come a due navate irregolari con interventi barocchi, fu rifatto daccapo e fu creata una sola navata in stile neoclassico. La facciata antica prima del 1965, aveva un campanile a torre posto davanti, con un ingresso tardoromanico, ed era una delle testimonianze delle tipiche torri di guardia cistercensi. Nel restauro tutta la vecchia facciata fu demolita e ricostruita in stile pseudo-romanico. 
Il perimetro esterno dell'abbazia corrispondeva sostanzialmente a quello dell'attuale Quadrilatero, ma le strutture originali sono state in gran parte cancellate dalla costruzione degli edifici civili avvenuti in epoche successive. Parte delle fondazioni dell'abbazia sono state portate alla luce nel 1997 durante i lavori di ricostruzione della Porta della Terra. 
Al 2002, invece, risalgono gli scavi in Piazza San Vitale che hanno permesso di recuperare, oltre ad alcuni resti di epoca romana, parte delle strutture dell'abbazia, come il pozzo attualmente visibile nell'area archeologica.
Per quanto riguarda il sito di San Vito del Trigno, gli scavi effettuati a partire dal 1998 e proseguiti fino al 2011 dall'Università D'Annunzio, hanno riportato alla luce in località Fosso Buonanotte, oltre al alcuni reperti ceramici e resti di sepolture, le fondamenta di una costruzione a base rettangolare, che dovrebbero appartenere alla precedente abbazia.